# Pseudanophthalmus horni
Pseudanophthalmus horni är en skalbaggsart som beskrevs av Samuel Garman. Pseudanophthalmus horni ingår i släktet Pseudanophthalmus och familjen jordlöpare. Inga underarter finns listade i Catalogue of Life.